# Жіноча література

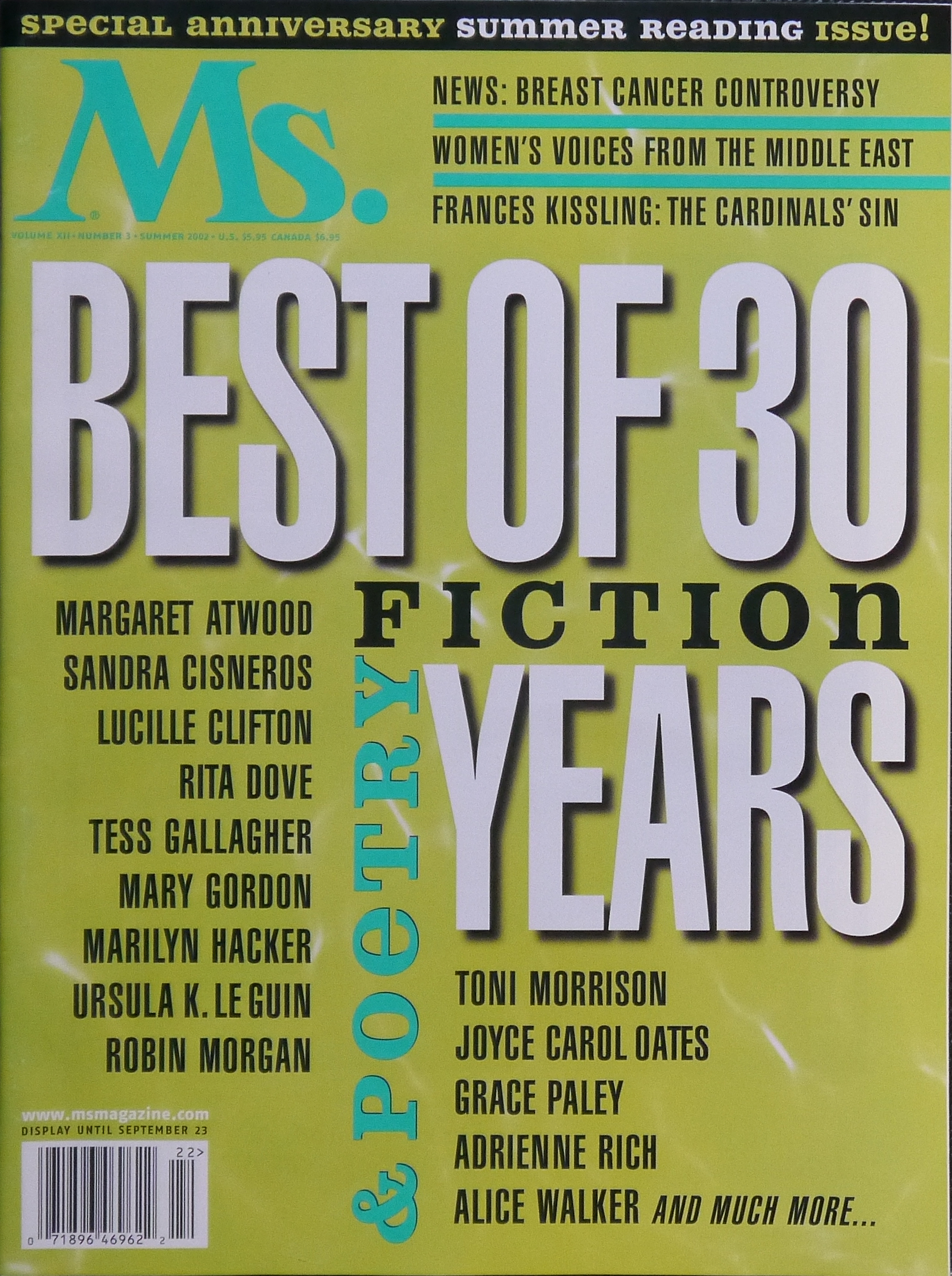
Випуск журналу Ms. про жіночу літературу, 2002

Жіноча література англ. Women's fiction — література, орієнтована на читачок, що включає, зокрема, любовні романи та чик-флік. Жіночу літературу (призначену для жінок), слід відрізняти від жіночого письменства, тобто всієї літератури, написаної жінками.
Організація англ. Romance Writers of America визначає жіночу літературу як: 
| Призначений для продажу роман про жінку на межі зміни життя та особистісного зростання. Її подорож докладно відображає емоційні роздуми, а також дії, які трансформують її і її відносини з іншими людьми, і включає в себе обнадійливе/оптимістичне закінчення щодо її романтичних стосунків.Оригінальний текст (англ.) «a commercial novel about a woman on the brink of life change and personal growth. Her journey details emotional reflection and action that transforms her and her relationships with others, and includes a hopeful/upbeat ending with regard to her romantic relationship.» |

## Жіночий роман
В епоху сентименталізму та предромантизму з'являється перший умовний розподіл на «жіночу» і «чоловічу» літературу. Як «жіноча», розглядається література, що апелює до почуттів, пробуджує фантазію, дозволяє відволіктись від повсякдення, де присутній психологізм і дія пов'язана з любовною історією. Протягом XIX ст. поступово формується особливий клас літератури, створюваний жінками, для жінок і, як правило, про жінок. Найбільш яскравими і першими представницями жіночого роману вважаються: Клара Рів, Софія Лі, Енн Редкліф, Мері Шеллі, Джейн Остін, Жорж Санд, Елізабет Гаскелл, Емілі Бронте, Шарлотта Бронте, Джордж Еліот. Серед рис жанру:
- Зображення світу з жіночої перспективи (фіксація об'єктів і явищ, які складають «всесвіт жінки»);
- В основі сюжету лежить романтична історія, зазвичай, зі щасливим фіналом;
- Дія роману відбувається в незвичайних для сучасниці обставинах: часових, територіальних, у замках або на ранчо;
- Назва та дизайн обкладинки апелюють до романтичних переживань.

## Чик-літ
Чик-літ (англ. Chick lit) — жанр жіночої масової літератури для неодружених 20-30-річних жінок, які працюють, мешкають у великих містах і переймаються шлюбом, еротикою, спілкуванням та споживанням. Термін вживається з 1995 року, великою популярністю чик-літ завдячує серіалові «Секс і місто». «Чик-літ» асоцієються переважно з творами на кшталт «Щоденника Бріджит Джонс» Гелен Філдінг, «Секс і Місто» Кендес Бушнелл.
Цей літературний жанр було визначено як різновид постфеміністського письма, яке виходить за рамки архетипу «жінка-жертва» й зосереджується на особливостях жіночого досвіду сучасного західного світу. Особливості жанру чик-літ:
- Об'єднання мотивів традиційної казки та жіночого погляду на світ. Зазвичай героїня, як Попелюшка, проходить всі випробування, знаходить щастя і змінюється на краще;
- Історія закінчується класичним щасливим фіналом;
- Текст спирається на культурний код традиційних жіночих романів;
- Героїня чик-літ — сучасна неодружена молода жінка в різних сферах її життя;
- У чик-літ представлені гендерні особливості чоловіків і жінок, розкриті через мовний стиль. Концепт жінки відкривається від імені жінки, головної героїні; концепт чоловіка — з позиції жінки;
- Загальний тон оповіді є довірливо-нетривіальним, поєднуючи гумор та іронію;
- Сюжет розкривається від першої особи;
- Мова не є складною і хитромудрою, використовуються прості мовні конструкції, які легко читати й сприймати.

Твори в жанрі чик-літ відрізняються більшою реалістичністю та наближеністю до сучасного життя, ніж традиційні любовні романи.